# Interlands Oekraïens voetbalelftal 2020-2029
Deze pagina toont een chronologisch en gedetailleerd overzicht van de interlands die het Oekraïens voetbalelftal speelt en heeft gespeeld in de periode 2020 – 2029.

## Interlands

### 2020
|                                                                                     |                                                |       |                     |                                                                       |
| 3 september UEFA Nations League Groep A4 № 266 «onderlinge duels» 21:45 uur (UTC+3) | Oekraïne                                       | 2 – 1 | Zwitserland         | Arena Lviv, Lviv Toeschouwers: 0 Scheidsrechter: Andreas Ekberg (SWE) |
| 3 september UEFA Nations League Groep A4 № 266 «onderlinge duels» 21:45 uur (UTC+3) | Andrij Jarmolenko 15' Oleksandr Zintsjenko 69' |       | 42' Haris Seferović | Arena Lviv, Lviv Toeschouwers: 0 Scheidsrechter: Andreas Ekberg (SWE) |

|                                                                                     |                                                                         |       |          |                                                                                         |
| 6 september UEFA Nations League Groep A4 № 267 «onderlinge duels» 20:45 uur (UTC+2) | Spanje                                                                  | 4 – 0 | Oekraïne | Estadio Alfredo Di Stéfano, Madrid Toeschouwers: 0 Scheidsrechter: Benoît Bastien (FRA) |
| 6 september UEFA Nations League Groep A4 № 267 «onderlinge duels» 20:45 uur (UTC+2) | Sergio Ramos 3' (pen.) Sergio Ramos 30' Ansu Fati 33' Ferran Torres 85' |       |          | Estadio Alfredo Di Stéfano, Madrid Toeschouwers: 0 Scheidsrechter: Benoît Bastien (FRA) |

|                                                                        | |       |                      |                                                                                         |
| 7 oktober Vriendschappelijk № 268 «onderlinge duels» 21:10 uur (UTC+2) | Frankrijk | 7 – 1 | Oekraïne             | Stade de France, Saint-Denis Toeschouwers: 1.000 Scheidsrechter: Andris Treimanis (LVA) |
| 7 oktober Vriendschappelijk № 268 «onderlinge duels» 21:10 uur (UTC+2) | Eduardo Camavinga 9' Olivier Giroud 24' Olivier Giroud 34' Vitaliy Mykolenko 40' (e.d.) Corentin Tolisso 65' Kylian Mbappé 82' Antoine Griezmann 89' |       | 53' Viktor Tsyhankov | Stade de France, Saint-Denis Toeschouwers: 1.000 Scheidsrechter: Andris Treimanis (LVA) |

|                                                                                |                                |       |                                       |                                                                                 |
| 10 oktober UEFA Nations League Groep A4 № 269 «onderlinge duels» 21:45 (UTC+3) | Oekraïne                       | 1 – 2 | Duitsland                             | NSK Olimpiejsky, Kiev Toeschouwers: 17.573 Scheidsrechter: Orel Grinfeeld (ISR) |
| 10 oktober UEFA Nations League Groep A4 № 269 «onderlinge duels» 21:45 (UTC+3) | Roeslan Malynovskyj 77' (pen.) |       | 20' Matthias Ginter 49' Leon Goretzka | NSK Olimpiejsky, Kiev Toeschouwers: 17.573 Scheidsrechter: Orel Grinfeeld (ISR) |

|                                                                                    |                      |       |        |                                                                            |
| 13 oktober UEFA Nations League Groep A4 № 270 «onderlinge duels» 21:45 uur (UTC+3) | Oekraïne             | 1 – 0 | Spanje | NSK Olimpiejsky, Kiev Toeschouwers: 10.495 Scheidsrechter: Paweł Gil (POL) |
| 13 oktober UEFA Nations League Groep A4 № 270 «onderlinge duels» 21:45 uur (UTC+3) | Viktor Tsyhankov 75' |       |        | NSK Olimpiejsky, Kiev Toeschouwers: 10.495 Scheidsrechter: Paweł Gil (POL) |

|                                                                          |                                      |       |          |                                                                                    |
| 11 november Vriendschappelijk № 271 «onderlinge duels» 20:45 uur (UTC+1) | Polen                                | 2 – 0 | Oekraïne | Śląskistadion, Chorzów Toeschouwers: 0 Scheidsrechter: Manuel Schüttengruber (AUT) |
| 11 november Vriendschappelijk № 271 «onderlinge duels» 20:45 uur (UTC+1) | Krzysztof Piątek 40' Jakub Moder 63' |       |          | Śląskistadion, Chorzów Toeschouwers: 0 Scheidsrechter: Manuel Schüttengruber (AUT) |

|                                                                                     |                                                |       |                       |                                                                              |
| 14 november UEFA Nations League Groep A4 № 272 «onderlinge duels» 20:45 uur (UTC+1) | Duitsland                                      | 3 – 1 | Oekraïne              | Red Bull Arena, Leipzig Toeschouwers: 0 Scheidsrechter: Ovidiu Hațegan (ROU) |
| 14 november UEFA Nations League Groep A4 № 272 «onderlinge duels» 20:45 uur (UTC+1) | Leroy Sané 23' Timo Werner 33' Timo Werner 64' |       | 12' Roman Jaremtsjoek | Red Bull Arena, Leipzig Toeschouwers: 0 Scheidsrechter: Ovidiu Hațegan (ROU) |

|                                                                                   |             |                  |          |                                                                     |
| 17 november UEFA Nations League Groep A4 № - «onderlinge duels» 20:45 uur (UTC+1) | Zwitserland | 3 – 0 r Afgelast | Oekraïne | Swissporarena, Luzern Scheidsrechter: Anastasios Sidiropoulos (GRE) |
| 17 november UEFA Nations League Groep A4 № - «onderlinge duels» 20:45 uur (UTC+1) |             |                  |          | Swissporarena, Luzern Scheidsrechter: Anastasios Sidiropoulos (GRE) |

### 2021
|                                                                             |                       |       |                        |                                                                                   |
| 24 maart WK-kwalificatie Groep D № 273 «onderlinge duels» 20:45 uur (UTC+1) | Frankrijk             | 1 – 1 | Oekraïne               | Stade de France, Saint-Denis Toeschouwers: 0 Scheidsrechter: Tobias Stieler (GER) |
| 24 maart WK-kwalificatie Groep D № 273 «onderlinge duels» 20:45 uur (UTC+1) | Antoine Griezmann 19' |       | 57' Serhij Sydortsjoek | Stade de France, Saint-Denis Toeschouwers: 0 Scheidsrechter: Tobias Stieler (GER) |

|                                                                             |                   |       |                        |                                                                           |
| 28 maart WK-kwalificatie Groep D № 274 «onderlinge duels» 21:45 uur (UTC+3) | Oekraïne          | 1 – 1 | Finland                | NSK Olimpiejsky, Kiev Toeschouwers: 0 Scheidsrechter: István Kovács (ROU) |
| 28 maart WK-kwalificatie Groep D № 274 «onderlinge duels» 21:45 uur (UTC+3) | Júnior Moraes 80' |       | 89' (pen.) Teemu Pukki | NSK Olimpiejsky, Kiev Toeschouwers: 0 Scheidsrechter: István Kovács (ROU) |

|                                                                             |                       |       |                         |                                                                       |
| 31 maart WK-kwalificatie Groep D № 275 «onderlinge duels» 21:45 uur (UTC+3) | Oekraïne              | 1 – 1 | Kazachstan              | NSK Olimpiejsky, Kiev Toeschouwers: 0 Scheidsrechter: Matej Jug (SVN) |
| 31 maart WK-kwalificatie Groep D № 275 «onderlinge duels» 21:45 uur (UTC+3) | Roman Jaremtsjoek 20' |       | 59' Serikzjan Moezjikov | NSK Olimpiejsky, Kiev Toeschouwers: 0 Scheidsrechter: Matej Jug (SVN) |

|                                                                     |                        |       |                        |                                                                                |
| 23 mei Vriendschappelijk № 276 «onderlinge duels» 21:00 uur (UTC+3) | Oekraïne               | 1 – 1 | Bahrein                | Metaliststadion, Charkov Toeschouwers: 19.000 Scheidsrechter: Pavel Orel (CZE) |
| 23 mei Vriendschappelijk № 276 «onderlinge duels» 21:00 uur (UTC+3) | Viktor Tsyhankov 90+1' |       | 75' (pen.) Sayed Dhiya | Metaliststadion, Charkov Toeschouwers: 19.000 Scheidsrechter: Pavel Orel (CZE) |

|                                                                     |                       |       |               |                                                                                  |
| 3 juni Vriendschappelijk № 277 «onderlinge duels» 21:00 uur (UTC+3) | Oekraïne              | 1 – 0 | Noord-Ierland | Dnipro-Arena, Dnipro Toeschouwers: 15.000 Scheidsrechter: Szymon Marciniak (POL) |
| 3 juni Vriendschappelijk № 277 «onderlinge duels» 21:00 uur (UTC+3) | Oleksandr Zoebkov 10' |       |               | Dnipro-Arena, Dnipro Toeschouwers: 15.000 Scheidsrechter: Szymon Marciniak (POL) |

|                                                                     | |       |        |                                                                                            |
| 7 juni Vriendschappelijk № 278 «onderlinge duels» 19:00 uur (UTC+3) | Oekraïne                                                                                                   | 4 – 0 | Cyprus | Metaliststadion, Charkov Toeschouwers: 18.000 Scheidsrechter: Vitālijs Spasjoņņikovs (LVA) |
| 7 juni Vriendschappelijk № 278 «onderlinge duels» 19:00 uur (UTC+3) | Roman Jaremtsjoek 37' (pen.) Oleksandr Zintsjenko 45+2' (pen.) Roman Jaremtsjoek 59' Andrij Jarmolenko 65' |       |        | Metaliststadion, Charkov Toeschouwers: 18.000 Scheidsrechter: Vitālijs Spasjoņņikovs (LVA) |

| EK 2020 |
| ------- |

|                                                                         |                                                               |         |                                             | |
| 13 juni EK-eindronde Groep C № 279 «onderlinge duels» 21:00 uur (UTC+2) | Nederland                                                     | 3 – 2   | Oekraïne                                    | Johan Cruijff ArenA, Amsterdam Toeschouwers: 15.837 Scheidsrechter: Felix Brych (GER) Video-assistent: Marco Fritz (GER) |
| 13 juni EK-eindronde Groep C № 279 «onderlinge duels» 21:00 uur (UTC+2) | Georginio Wijnaldum 52' Wout Weghorst 59' Denzel Dumfries 85' | Verslag | 75' Andrij Jarmolenko 79' Roman Jaremtsjoek | Johan Cruijff ArenA, Amsterdam Toeschouwers: 15.837 Scheidsrechter: Felix Brych (GER) Video-assistent: Marco Fritz (GER) |

|                                                                         |                                             |         |                    | |
| 17 juni EK-eindronde Groep C № 280 «onderlinge duels» 16:00 uur (UTC+3) | Oekraïne                                    | 2 – 1   | Noord-Macedonië    | Arena Națională, Boekarest Toeschouwers: 10.001 Scheidsrechter: Fernando Rapallini (ARG) Video-assistent: Alejandro Hernández (ESP) |
| 17 juni EK-eindronde Groep C № 280 «onderlinge duels» 16:00 uur (UTC+3) | Andrij Jarmolenko 29' Roman Jaremtsjoek 34' | Verslag | 57' Ezgjan Alioski | Arena Națională, Boekarest Toeschouwers: 10.001 Scheidsrechter: Fernando Rapallini (ARG) Video-assistent: Alejandro Hernández (ESP) |

|                                                                         |          |         |                           | |
| 21 juni EK-eindronde Groep C № 281 «onderlinge duels» 19:00 uur (UTC+3) | Oekraïne | 0 – 1   | Oostenrijk                | Arena Națională, Boekarest Toeschouwers: 10.472 Scheidsrechter: Cüneyt Çakır (TUR) Video-assistent: Massimiliano Irrati (ITA) |
| 21 juni EK-eindronde Groep C № 281 «onderlinge duels» 19:00 uur (UTC+3) |          | Verslag | 21' Christoph Baumgartner | Arena Națională, Boekarest Toeschouwers: 10.472 Scheidsrechter: Cüneyt Çakır (TUR) Video-assistent: Massimiliano Irrati (ITA) |

|                                                                                |                   |              |                                              | |
| 29 juni EK-eindronde Achtste finale № 282 «onderlinge duels» 20:00 uur (UTC+1) | Zweden            | 1 – 2 (n.v.) | Oekraïne                                     | Hampden Park, Glasgow Toeschouwers: 9.221 Scheidsrechter: Daniele Orsato (ITA) Video-assistent: Massimiliano Irrati (ITA) |
| 29 juni EK-eindronde Achtste finale № 282 «onderlinge duels» 20:00 uur (UTC+1) | Emil Forsberg 43' | Verslag      | 27' Oleksandr Zintsjenko 120+1' Artem Dovbyk | Hampden Park, Glasgow Toeschouwers: 9.221 Scheidsrechter: Daniele Orsato (ITA) Video-assistent: Massimiliano Irrati (ITA) |

|                                                                            |          |         |                                                                     | |
| 3 juli EK-eindronde Kwartfinale № 283 «onderlinge duels» 21:00 uur (UTC+2) | Oekraïne | 0 – 4   | Engeland                                                            | Stadio Olimpico, Rome Toeschouwers: 11.880 Scheidsrechter: Felix Brych (GER) Video-assistent: Marco Fritz (GER) |
| 3 juli EK-eindronde Kwartfinale № 283 «onderlinge duels» 21:00 uur (UTC+2) |          | Verslag | 4' Harry Kane 46' Harry Maguire 50' Harry Kane 63' Jordan Henderson | Stadio Olimpico, Rome Toeschouwers: 11.880 Scheidsrechter: Felix Brych (GER) Video-assistent: Marco Fritz (GER) |

|  |  |  |  |  |  |  |  |  |

|                                                                                |                                                 |       |                                         | |
| 1 september WK-kwalificatie Groep D № 284 «onderlinge duels» 20:00 uur (UTC+6) | Kazachstan                                      | 2 – 2 | Oekraïne                                | Astana Arena, Nur-Sultan Toeschouwers: 6.274 Scheidsrechter: Donatas Rumšas (LTU) Video-assistent: Kevin Blom (NED) |
| 1 september WK-kwalificatie Groep D № 284 «onderlinge duels» 20:00 uur (UTC+6) | Roeslan Valioellin 74' Roeslan Valioellin 90+6' |       | 2' Roman Jaremtsjoek 90+3' Danylo Sikan | Astana Arena, Nur-Sultan Toeschouwers: 6.274 Scheidsrechter: Donatas Rumšas (LTU) Video-assistent: Kevin Blom (NED) |

|                                                                                |                       |       |                     | |
| 4 september WK-kwalificatie Groep D № 285 «onderlinge duels» 21:45 uur (UTC+3) | Oekraïne              | 1 – 1 | Frankrijk           | NSK Olimpiejsky, Kiev Toeschouwers: 47.380 Scheidsrechter: Slavko Vinčić (SVN) Video-assistent: Bastian Dankert (GER) |
| 4 september WK-kwalificatie Groep D № 285 «onderlinge duels» 21:45 uur (UTC+3) | Mykola Sjaparenko 44' |       | 50' Anthony Martial | NSK Olimpiejsky, Kiev Toeschouwers: 47.380 Scheidsrechter: Slavko Vinčić (SVN) Video-assistent: Bastian Dankert (GER) |

|                                                                          |                   |       |                       |                                                                                   |
| 8 september Vriendschappelijk № 286 «onderlinge duels» 20:45 uur (UTC+2) | Tsjechië          | 1 – 1 | Oekraïne              | Stadion města Plzně, Pilsen Toeschouwers: 5.231 Scheidsrechter: Filip Glova (SVK) |
| 8 september Vriendschappelijk № 286 «onderlinge duels» 20:45 uur (UTC+2) | Matěj Vydra 90+4' |       | 27' Viktor Kornijenko | Stadion města Plzně, Pilsen Toeschouwers: 5.231 Scheidsrechter: Filip Glova (SVK) |

|                                                                              |                 |       |                                            | |
| 9 oktober WK-kwalificatie Groep D № 287 «onderlinge duels» 19:00 uur (UTC+3) | Finland         | 1 – 2 | Oekraïne                                   | Olympisch Stadion, Helsinki Toeschouwers: 29.485 Scheidsrechter: Jesús Gil Manzano (ESP) Video-assistent: Alejandro Hernández (ESP) |
| 9 oktober WK-kwalificatie Groep D № 287 «onderlinge duels» 19:00 uur (UTC+3) | Teemu Pukki 29' |       | 4' Andrij Jarmolenko 34' Roman Jaremtsjoek | Olympisch Stadion, Helsinki Toeschouwers: 29.485 Scheidsrechter: Jesús Gil Manzano (ESP) Video-assistent: Alejandro Hernández (ESP) |

|                                                                               |                       |       |                      | |
| 12 oktober WK-kwalificatie Groep D № 288 «onderlinge duels» 21:45 uur (UTC+3) | Oekraïne              | 1 – 1 | Bosnië en Her.       | Arena Lviv, Lviv Toeschouwers: 23.810 Scheidsrechter: Felix Zwayer (GER) Video-assistent: Bastian Dankert (GER) |
| 12 oktober WK-kwalificatie Groep D № 288 «onderlinge duels» 21:45 uur (UTC+3) | Andrij Jarmolenko 18' |       | 77' Anel Ahmedhodžić | Arena Lviv, Lviv Toeschouwers: 23.810 Scheidsrechter: Felix Zwayer (GER) Video-assistent: Bastian Dankert (GER) |

|                                                                          |                      |       |                      |                                                                                        |
| 11 november Vriendschappelijk № 289 «onderlinge duels» 19:30 uur (UTC+2) | Oekraïne             | 1 – 1 | Bulgarije            | Tsjornomoretsstadion, Odessa Toeschouwers: 10.000 Scheidsrechter: Arda Kardeşler (TUR) |
| 11 november Vriendschappelijk № 289 «onderlinge duels» 19:30 uur (UTC+2) | Taras Stepanenko 79' |       | 35' Radoslav Kirilov | Tsjornomoretsstadion, Odessa Toeschouwers: 10.000 Scheidsrechter: Arda Kardeşler (TUR) |

|                                                                                |                       |                                           |          | |
| 16 november WK-kwalificatie Groep D № 290 «onderlinge duels» 20:45 uur (UTC+1) | Bosnië en Herzegovina | 0 – 2                                     | Oekraïne | Bilino Polje, Zenica Toeschouwers: 3.370 Scheidsrechter: Antonio Mateu Lahoz (ESP) Video-assistent: Ricardo de Burgos Bengoetxea (ESP) |
| 16 november WK-kwalificatie Groep D № 290 «onderlinge duels» 20:45 uur (UTC+1) |                       | 59' Oleksandr Zintsjenko 79' Artem Dovbyk |          | Bilino Polje, Zenica Toeschouwers: 3.370 Scheidsrechter: Antonio Mateu Lahoz (ESP) Video-assistent: Ricardo de Burgos Bengoetxea (ESP) |

### 2022
|                                                                             |                     |       |                                                                | |
| 1 juni WK-kwalificatie Play-offs № 291 «onderlinge duels» 19:45 uur (UTC+1) | Schotland           | 1 – 3 | Oekraïne                                                       | Hampden Park, Glasgow Toeschouwers: 49.772 Scheidsrechter: Danny Makkelie (NED) Video-assistent: Pol van Boekel (NED) |
| 1 juni WK-kwalificatie Play-offs № 291 «onderlinge duels» 19:45 uur (UTC+1) | Callum McGregor 79' |       | 33' Andrij Jarmolenko 49' Roman Jaremtsjoek 90+5' Artem Dovbyk | Hampden Park, Glasgow Toeschouwers: 49.772 Scheidsrechter: Danny Makkelie (NED) Video-assistent: Pol van Boekel (NED) |

|                                                                             |                 |       |          | |
| 5 juni WK-kwalificatie Play-offs № 292 «onderlinge duels» 17:00 uur (UTC+1) | Wales           | 1 – 0 | Oekraïne | Cardiff City Stadium, Cardiff Toeschouwers: 33.280 Scheidsrechter: Antonio Mateu Lahoz (ESP) Video-assistent: Juan Martínez Munuera (ESP) |
| 5 juni WK-kwalificatie Play-offs № 292 «onderlinge duels» 17:00 uur (UTC+1) | Gareth Bale 34' |       |          | Cardiff City Stadium, Cardiff Toeschouwers: 33.280 Scheidsrechter: Antonio Mateu Lahoz (ESP) Video-assistent: Juan Martínez Munuera (ESP) |

|                                                                                |         |                      |          | |
| 8 juni UEFA Nations League Groep B1 № 293 «onderlinge duels» 19:45 uur (UTC+1) | Ierland | 0 – 1                | Oekraïne | Avivastadion, Dublin Toeschouwers: 40.111 Scheidsrechter: Filip Glova (SVK) Video-assistent: Kevin Blom (NED) |
| 8 juni UEFA Nations League Groep B1 № 293 «onderlinge duels» 19:45 uur (UTC+1) |         | 48' Viktor Tsyhankov |          | Avivastadion, Dublin Toeschouwers: 40.111 Scheidsrechter: Filip Glova (SVK) Video-assistent: Kevin Blom (NED) |

|                                                                                 |                                                                       |       |         | |
| 11 juni UEFA Nations League Groep B1 № 294 «onderlinge duels» 15:00 uur (UTC+2) | Oekraïne                                                              | 3 – 0 | Armenië | Stadion Miejski ŁKS, Łódź (Polen) Toeschouwers: 12.503 Scheidsrechter: Daniel Stefański (POL) Video-assistent: Piotr Lasyk (POL) |
| 11 juni UEFA Nations League Groep B1 № 294 «onderlinge duels» 15:00 uur (UTC+2) | Roeslan Malynovskyj 61' Oleksandr Karavajev 77' Vitalij Mykolenko 87' |       |         | Stadion Miejski ŁKS, Łódź (Polen) Toeschouwers: 12.503 Scheidsrechter: Daniel Stefański (POL) Video-assistent: Piotr Lasyk (POL) |

|                                                                                 |                  |       |                    | |
| 14 juni UEFA Nations League Groep B1 № 295 «onderlinge duels» 20:45 uur (UTC+2) | Oekraïne         | 1 – 1 | Ierland            | Stadion Miejski ŁKS, Łódź (Polen) Toeschouwers: 10.641 Scheidsrechter: Ali Palabıyık (TUR) Video-assistent: Mete Kalkavan (TUR) |
| 14 juni UEFA Nations League Groep B1 № 295 «onderlinge duels» 20:45 uur (UTC+2) | Artem Dovbyk 47' |       | 31' Nathan Collins | Stadion Miejski ŁKS, Łódź (Polen) Toeschouwers: 10.641 Scheidsrechter: Ali Palabıyık (TUR) Video-assistent: Mete Kalkavan (TUR) |

|                                                                                      |                                                   |       |          | |
| 21 september UEFA Nations League Groep B1 № 296 «onderlinge duels» 19:45 uur (UTC+1) | Schotland                                         | 3 – 0 | Oekraïne | Hampden Park, Glasgow Toeschouwers: 42.846 Scheidsrechter: Maurizio Mariani (ITA) Video-assistent: Massimiliano Irrati (ITA) |
| 21 september UEFA Nations League Groep B1 № 296 «onderlinge duels» 19:45 uur (UTC+1) | John McGinn 70' Lyndon Dykes 80' Lyndon Dykes 87' |       |          | Hampden Park, Glasgow Toeschouwers: 42.846 Scheidsrechter: Maurizio Mariani (ITA) Video-assistent: Massimiliano Irrati (ITA) |

|                                                                                      |         | |          | |
| 24 september UEFA Nations League Groep B1 № 297 «onderlinge duels» 17:00 uur (UTC+4) | Armenië | 0 – 5                                                                                               | Oekraïne | Republikeins Stadion Vazgen Sargsian, Jerevan Toeschouwers: 7.200 Scheidsrechter: João Pinheiro (POR) Video-assistent: Luís Godinho (POR) |
| 24 september UEFA Nations League Groep B1 № 297 «onderlinge duels» 17:00 uur (UTC+4) |         | 22' Oleksandr Tymtsjyk 57' Oleksandr Zoebkov 69' Artem Dovbyk 81' Danylo Ihnatenko 84' Artem Dovbyk |          | Republikeins Stadion Vazgen Sargsian, Jerevan Toeschouwers: 7.200 Scheidsrechter: João Pinheiro (POR) Video-assistent: Luís Godinho (POR) |

|                                                                                      |          |       |           | |
| 27 september UEFA Nations League Groep B1 № 298 «onderlinge duels» 20:45 uur (UTC+2) | Oekraïne | 0 – 0 | Schotland | Józef Piłsudskistadion, Krakau (Polen) Toeschouwers: 13.534 Scheidsrechter: Anastasios Sidiropoulos (GRE) Video-assistent: Aggelos Evangelou (GRE) |
| 27 september UEFA Nations League Groep B1 № 298 «onderlinge duels» 20:45 uur (UTC+2) |          |       |           | Józef Piłsudskistadion, Krakau (Polen) Toeschouwers: 13.534 Scheidsrechter: Anastasios Sidiropoulos (GRE) Video-assistent: Aggelos Evangelou (GRE) |

### 2023
|                                                                             |                                |       |          | |
| 26 maart EK-kwalificatie Groep C № 299 «onderlinge duels» 17:00 uur (UTC+1) | Engeland                       | 2 – 0 | Oekraïne | Wembley Stadium, Londen Toeschouwers: 83.947 Scheidsrechter: Serdar Gözübüyük (NED) Video-assistent: Pol van Boekel (NED) |
| 26 maart EK-kwalificatie Groep C № 299 «onderlinge duels» 17:00 uur (UTC+1) | Harry Kane 37' Bukayo Saka 40' |       |          | Wembley Stadium, Londen Toeschouwers: 83.947 Scheidsrechter: Serdar Gözübüyük (NED) Video-assistent: Pol van Boekel (NED) |

|                                                                      |                                                                |       |                                                                      | |
| 12 juni Vriendschappelijk № 300 «onderlinge duels» 18:00 uur (UTC+2) | Duitsland                                                      | 3 – 3 | Oekraïne                                                             | Weserstadion, Bremen Toeschouwers: 35.795 Scheidsrechter: Anastasios Sidiropoulos (GRE) Video-assistent: Aristotelis Diamantopoulos (GRE) |
| 12 juni Vriendschappelijk № 300 «onderlinge duels» 18:00 uur (UTC+2) | Niclas Füllkrug 6' Kai Havertz 83' Joshua Kimmich 90+1' (pen.) |       | 19' Viktor Tsyhankov 23' (e.d.) Antonio Rüdiger 56' Viktor Tsyhankov | Weserstadion, Bremen Toeschouwers: 35.795 Scheidsrechter: Anastasios Sidiropoulos (GRE) Video-assistent: Aristotelis Diamantopoulos (GRE) |

|                                                                            |                                        |       |                                                              | |
| 16 juni EK-kwalificatie Groep C № 301 «onderlinge duels» 20:45 uur (UTC+2) | Noord-Macedonië                        | 2 – 3 | Oekraïne                                                     | Toše Proeskiarena, Skopje Toeschouwers: 14.370 Scheidsrechter: Lukas Fähndrich (SUI) Video-assistent: Fedayi San (SUI) |
| 16 juni EK-kwalificatie Groep C № 301 «onderlinge duels» 20:45 uur (UTC+2) | Enis Bardhi 31' (pen.) Eljif Elmas 39' |       | 62' Illja Zabarnyj 67' Joechym Konoplja 83' Viktor Tsyhankov | Toše Proeskiarena, Skopje Toeschouwers: 14.370 Scheidsrechter: Lukas Fähndrich (SUI) Video-assistent: Fedayi San (SUI) |

|                                                                            |                             |       |       | |
| 19 juni EK-kwalificatie Groep C № 302 «onderlinge duels» 18:00 uur (UTC+2) | Oekraïne                    | 1 – 0 | Malta | Štadión Antona Malatinského, Trnava (Slowakije) Toeschouwers: 7.543 Scheidsrechter: Ruddy Buquet (FRA) Video-assistent: Benoît Millot (FRA) |
| 19 juni EK-kwalificatie Groep C № 302 «onderlinge duels» 18:00 uur (UTC+2) | Viktor Tsyhankov 72' (pen.) |       |       | Štadión Antona Malatinského, Trnava (Slowakije) Toeschouwers: 7.543 Scheidsrechter: Ruddy Buquet (FRA) Video-assistent: Benoît Millot (FRA) |

|                                                                                |                          |       |                 | |
| 9 september EK-kwalificatie Groep C № 303 «onderlinge duels» 18:00 uur (UTC+2) | Oekraïne                 | 1 – 1 | Engeland        | Stadion Miejski, Wrocław (Polen) Toeschouwers: 39.000 Scheidsrechter: Georgi Kabakov (BUL) Video-assistent: Ivajlo Stojanov (BUL) |
| 9 september EK-kwalificatie Groep C № 303 «onderlinge duels» 18:00 uur (UTC+2) | Oleksandr Zintsjenko 29' |       | 41' Kyle Walker | Stadion Miejski, Wrocław (Polen) Toeschouwers: 39.000 Scheidsrechter: Georgi Kabakov (BUL) Video-assistent: Ivajlo Stojanov (BUL) |

|                                                                                 |                                         |       |                       | |
| 12 september EK-kwalificatie Groep C № 304 «onderlinge duels» 20:45 uur (UTC+2) | Italië                                  | 2 – 1 | Oekraïne              | Stadio Giuseppe Meazza, Milaan Toeschouwers: 58.386 Scheidsrechter: Alejandro Hernández (ESP) Video-assistent: Carlos del Cerro Grande (ESP) |
| 12 september EK-kwalificatie Groep C № 304 «onderlinge duels» 20:45 uur (UTC+2) | Davide Frattesi 12' Davide Frattesi 29' |       | 41' Andrij Jarmolenko | Stadio Giuseppe Meazza, Milaan Toeschouwers: 58.386 Scheidsrechter: Alejandro Hernández (ESP) Video-assistent: Carlos del Cerro Grande (ESP) |

|                                                                               |                                                |       |                 | |
| 14 oktober EK-kwalificatie Groep C № 305 «onderlinge duels» 15:00 uur (UTC+2) | Oekraïne                                       | 2 – 0 | Noord-Macedonië | Stadion Sparty na Letné, Praag (Tsjechië) Toeschouwers: 12.939 Scheidsrechter: Slavko Vinčić (SVN) Video-assistent: Nejc Kajtazović (SVN) |
| 14 oktober EK-kwalificatie Groep C № 305 «onderlinge duels» 15:00 uur (UTC+2) | Heorhij Soedakov 30' Oleksandr Karavajev 90+5' |       |                 | Stadion Sparty na Letné, Praag (Tsjechië) Toeschouwers: 12.939 Scheidsrechter: Slavko Vinčić (SVN) Video-assistent: Nejc Kajtazović (SVN) |

|                                                                               |                |       |                                                                        | |
| 17 oktober EK-kwalificatie Groep C № 306 «onderlinge duels» 20:45 uur (UTC+2) | Malta          | 1 – 3 | Oekraïne                                                               | Ta' Qalistadion, Ta' Qali Toeschouwers: 3.547 Scheidsrechter: Morten Krogh (DEN) Video-assistent: Rob Dieperink (NED) |
| 17 oktober EK-kwalificatie Groep C № 306 «onderlinge duels» 20:45 uur (UTC+2) | Paul Mbong 12' |       | 38' (e.d.) Ryan Camenzuli 43' (pen.) Artem Dovbyk 85' Mychajlo Moedryk | Ta' Qalistadion, Ta' Qali Toeschouwers: 3.547 Scheidsrechter: Morten Krogh (DEN) Video-assistent: Rob Dieperink (NED) |

|                                                                                |          |       |        | |
| 20 november EK-kwalificatie Groep C № 307 «onderlinge duels» 20:45 uur (UTC+1) | Oekraïne | 0 – 0 | Italië | BayArena, Leverkusen (Duitsland) Toeschouwers: 26.403 Scheidsrechter: Jesús Gil Manzano (ESP) Video-assistent: Juan Martínez Munuera (ESP) |
| 20 november EK-kwalificatie Groep C № 307 «onderlinge duels» 20:45 uur (UTC+1) |          |       |        | BayArena, Leverkusen (Duitsland) Toeschouwers: 26.403 Scheidsrechter: Jesús Gil Manzano (ESP) Video-assistent: Juan Martínez Munuera (ESP) |

### 2024
|                                                                              |                              |       |                                        | |
| 21 maart EK-kwalificatie Play-off № 308 «onderlinge duels» 20:45 uur (UTC+1) | Bosnië en Herzegovina        | 1 – 2 | Oekraïne                               | Bilino Polje, Zenica Toeschouwers: 10.992 Scheidsrechter: Felix Zwayer (GER) Video-assistent: Bastian Dankert (GER) |
| 21 maart EK-kwalificatie Play-off № 308 «onderlinge duels» 20:45 uur (UTC+1) | Mykola Matvijenko 56' (e.d.) |       | 85' Roman Jaremtsjoek 88' Artem Dovbyk | Bilino Polje, Zenica Toeschouwers: 10.992 Scheidsrechter: Felix Zwayer (GER) Video-assistent: Bastian Dankert (GER) |

|                                                                              |                                           |       |                        | |
| 26 maart EK-kwalificatie Play-off № 309 «onderlinge duels» 20:45 uur (UTC+1) | Oekraïne                                  | 2 – 1 | IJsland                | Stadion Miejski, Wrocław (Polen) Toeschouwers: 29.310 Scheidsrechter: Clément Turpin (FRA) Video-assistent: Jérôme Brisard (FRA) |
| 26 maart EK-kwalificatie Play-off № 309 «onderlinge duels» 20:45 uur (UTC+1) | Viktor Tsyhankov 54' Mychajlo Moedryk 84' |       | 30' Albert Guðmundsson | Stadion Miejski, Wrocław (Polen) Toeschouwers: 29.310 Scheidsrechter: Clément Turpin (FRA) Video-assistent: Jérôme Brisard (FRA) |

|                                                                     |           |       |          | |
| 3 juni Vriendschappelijk № 310 «onderlinge duels» 20:45 uur (UTC+2) | Duitsland | 0 – 0 | Oekraïne | Max-Morlock-Stadion, Neurenberg Toeschouwers: 42.789 Scheidsrechter: Walter Altmann (AUT) Video-assistent: Julian Weinberger (AUT) |
| 3 juni Vriendschappelijk № 310 «onderlinge duels» 20:45 uur (UTC+2) |           |       |          | Max-Morlock-Stadion, Neurenberg Toeschouwers: 42.789 Scheidsrechter: Walter Altmann (AUT) Video-assistent: Julian Weinberger (AUT) |

|                                                                     |                                                                   |       |                  | |
| 7 juni Vriendschappelijk № 311 «onderlinge duels» 20:45 uur (UTC+2) | Polen                                                             | 3 – 1 | Oekraïne         | Nationaal Stadion, Warschau Toeschouwers: 47.013 Scheidsrechter: Andy Madley (ENG) Video-assistent: Peter Bankes (ENG) |
| 7 juni Vriendschappelijk № 311 «onderlinge duels» 20:45 uur (UTC+2) | Sebastian Walukiewicz 11' Piotr Zieliński 16' Taras Romanczuk 30' |       | 41' Artem Dovbyk | Nationaal Stadion, Warschau Toeschouwers: 47.013 Scheidsrechter: Andy Madley (ENG) Video-assistent: Peter Bankes (ENG) |

|                                                                      |          |                                                                                 |          |                                                                                    |
| 11 juni Vriendschappelijk № 312 «onderlinge duels» 19:00 uur (UTC+3) | Moldavië | 0 – 4                                                                           | Oekraïne | Zimbrustadion, Chisinau Toeschouwers: 8.247 Scheidsrechter: Andrei Chivulete (ROU) |
| 11 juni Vriendschappelijk № 312 «onderlinge duels» 19:00 uur (UTC+3) |          | 2' Roman Jaremtsjoek 43' Viktor Tsyhankov 49' Artem Dovbyk 55' Heorhij Soedakov |          | Zimbrustadion, Chisinau Toeschouwers: 8.247 Scheidsrechter: Andrei Chivulete (ROU) |

| EK 2024 |
| ------- |

|                                                                         |                                                       |       |          | |
| 17 juni EK-eindronde Groep E № 313 «onderlinge duels» 15:00 uur (UTC+2) | Roemenië                                              | 3 – 0 | Oekraïne | Allianz Arena, München Toeschouwers: 61.591 Scheidsrechter: Glenn Nyberg (SWE) Video-assistent: Rob Dieperink (NED) |
| 17 juni EK-eindronde Groep E № 313 «onderlinge duels» 15:00 uur (UTC+2) | Nicolae Stanciu 29' Răzvan Marin 53' Denis Drăguș 57' |       |          | Allianz Arena, München Toeschouwers: 61.591 Scheidsrechter: Glenn Nyberg (SWE) Video-assistent: Rob Dieperink (NED) |

|                                                                         |                  |       |                                             | |
| 21 juni EK-eindronde Groep E № 314 «onderlinge duels» 15:00 uur (UTC+2) | Slowakije        | 1 – 2 | Oekraïne                                    | Merkur Spiel-Arena, Düsseldorf Toeschouwers: 43.910 Scheidsrechter: Michael Oliver (ENG) Video-assistent: Bastian Dankert (GER) |
| 21 juni EK-eindronde Groep E № 314 «onderlinge duels» 15:00 uur (UTC+2) | Ivan Schranz 17' |       | 54' Mykola Sjaparenko 80' Roman Jaremtsjoek | Merkur Spiel-Arena, Düsseldorf Toeschouwers: 43.910 Scheidsrechter: Michael Oliver (ENG) Video-assistent: Bastian Dankert (GER) |

|                                                                         |          |       |        | |
| 26 juni EK-eindronde Groep E № 315 «onderlinge duels» 18:00 uur (UTC+2) | Oekraïne | 0 – 0 | België | MHPArena, Stuttgart Toeschouwers: 54.000 Scheidsrechter: Anthony Taylor (ENG) Video-assistent: Stuart Attwell (ENG) |
| 26 juni EK-eindronde Groep E № 315 «onderlinge duels» 18:00 uur (UTC+2) |          |       |        | MHPArena, Stuttgart Toeschouwers: 54.000 Scheidsrechter: Anthony Taylor (ENG) Video-assistent: Stuart Attwell (ENG) |

|  |  |  |  |  |  |  |  |  |

|                                                                                     |                      |       |                                    | |
| 7 september UEFA Nations League Groep B1 № 316 «onderlinge duels» 20:45 uur (UTC+2) | Oekraïne             | 1 – 2 | Albanië                            | Stadion Sparty na Letné, Praag (Tsjechië) Toeschouwers: 15.500 Scheidsrechter: Luís Godinho (POR) Video-assistent: Tiago Martins (POR) |
| 7 september UEFA Nations League Groep B1 № 316 «onderlinge duels» 20:45 uur (UTC+2) | Joechym Konoplja 49' |       | 54' Ardian Ismajli 66' Jasir Asani | Stadion Sparty na Letné, Praag (Tsjechië) Toeschouwers: 15.500 Scheidsrechter: Luís Godinho (POR) Video-assistent: Tiago Martins (POR) |

|                                                                                      |                                                         |       |                                          | |
| 10 september UEFA Nations League Groep B1 № 317 «onderlinge duels» 20:45 uur (UTC+2) | Tsjechië                                                | 3 – 2 | Oekraïne                                 | Fortuna arena, Praag Toeschouwers: 18.722 Scheidsrechter: John Beaton (SCO) Video-assistent: Andrew Dallas (SCO) |
| 10 september UEFA Nations League Groep B1 № 317 «onderlinge duels» 20:45 uur (UTC+2) | Pavel Šulc 21' Pavel Šulc 45+2' Tomáš Souček 80' (pen.) |       | 37' Vladyslav Vanat 84' Heorhij Soedakov | Fortuna arena, Praag Toeschouwers: 18.722 Scheidsrechter: John Beaton (SCO) Video-assistent: Andrew Dallas (SCO) |

|                                                                                    |                      |       |         | |
| 11 oktober UEFA Nations League Groep B1 № 318 «onderlinge duels» 20:45 uur (UTC+2) | Oekraïne             | 1 – 0 | Georgië | Stadion Miejski, Poznań (Polen) Toeschouwers: 21.700 Scheidsrechter: Julian Weinberger (AUT) Video-assistent: Alan Kijas (AUT) |
| 11 oktober UEFA Nations League Groep B1 № 318 «onderlinge duels» 20:45 uur (UTC+2) | Mychajlo Moedryk 35' |       |         | Stadion Miejski, Poznań (Polen) Toeschouwers: 21.700 Scheidsrechter: Julian Weinberger (AUT) Video-assistent: Alan Kijas (AUT) |

|                                                                                    |                         |       |                | |
| 14 oktober UEFA Nations League Groep B1 № 319 «onderlinge duels» 20:45 uur (UTC+2) | Oekraïne                | 1 – 1 | Tsjechië       | Stadion Miejski, Wrocław (Polen) Toeschouwers: 14.734 Scheidsrechter: Guillermo Cuadra Fernández (ESP) Video-assistent: José Munuera Montero (ESP) |
| 14 oktober UEFA Nations League Groep B1 № 319 «onderlinge duels» 20:45 uur (UTC+2) | Artem Dovbyk 53' (pen.) |       | 18' Lukáš Červ | Stadion Miejski, Wrocław (Polen) Toeschouwers: 14.734 Scheidsrechter: Guillermo Cuadra Fernández (ESP) Video-assistent: José Munuera Montero (ESP) |

|                                                                                     |                        |       |                              | |
| 16 november UEFA Nations League Groep B1 № 320 «onderlinge duels» 21:00 uur (UTC+4) | Georgië                | 1 – 1 | Oekraïne                     | Batoemistadion, Batoemi Toeschouwers: 19.120 Scheidsrechter: Chris Kavanagh (ENG) Video-assistent: Michael Salisbury (ENG) |
| 16 november UEFA Nations League Groep B1 № 320 «onderlinge duels» 21:00 uur (UTC+4) | Georges Mikautadze 76' |       | 7' (e.d.) Solomon Kverkvelia | Batoemistadion, Batoemi Toeschouwers: 19.120 Scheidsrechter: Chris Kavanagh (ENG) Video-assistent: Michael Salisbury (ENG) |

|                                                                                     |                          |       |                                               | |
| 19 november UEFA Nations League Groep B1 № 321 «onderlinge duels» 20:45 uur (UTC+1) | Albanië                  | 1 – 2 | Oekraïne                                      | Air Albaniastadion, Tirana Toeschouwers: 20.547 Scheidsrechter: João Pinheiro (POR) Video-assistent: Tiago Martins (POR) |
| 19 november UEFA Nations League Groep B1 № 321 «onderlinge duels» 20:45 uur (UTC+1) | Nedim Bajrami 75' (pen.) |       | 5' Oleksandr Zintsjenko 10' Roman Jaremtsjoek | Air Albaniastadion, Tirana Toeschouwers: 20.547 Scheidsrechter: João Pinheiro (POR) Video-assistent: Tiago Martins (POR) |

### 2025
|                                                                                   |                                                                |       |                   | |
| 20 maart UEFA Nations League Play-offs № 322 «onderlinge duels» 20:45 uur (UTC+1) | Oekraïne                                                       | 3 – 1 | België            | Estadio Enrique Roca de Murcia, Murcia (Spanje) Toeschouwers: 8.767 Scheidsrechter: Sandro Schärer (SUI) Video-assistent: Fedayi San (SUI) |
| 20 maart UEFA Nations League Play-offs № 322 «onderlinge duels» 20:45 uur (UTC+1) | Oleksij Hoetsoeljak 66' Vladyslav Vanat 73' Illja Zabarnyj 78' |       | 40' Romelu Lukaku | Estadio Enrique Roca de Murcia, Murcia (Spanje) Toeschouwers: 8.767 Scheidsrechter: Sandro Schärer (SUI) Video-assistent: Fedayi San (SUI) |

|                                                                                   |                                                         |       |          | |
| 23 maart UEFA Nations League Play-offs № 323 «onderlinge duels» 20:45 uur (UTC+1) | België                                                  | 3 – 0 | Oekraïne | Cegeka Arena, Genk Toeschouwers: 19.446 Scheidsrechter: Daniel Siebert (GER) Video-assistent: Pascal Müller (GER) |
| 23 maart UEFA Nations League Play-offs № 323 «onderlinge duels» 20:45 uur (UTC+1) | Maxim De Cuyper 70' Romelu Lukaku 75' Romelu Lukaku 86' |       |          | Cegeka Arena, Genk Toeschouwers: 19.446 Scheidsrechter: Daniel Siebert (GER) Video-assistent: Pascal Müller (GER) |

|                                                                     |        |   |          |                                                                |
| 7 juni Vriendschappelijk № 324 «onderlinge duels» 15:30 uur (UTC−4) | Canada | – | Oekraïne | BMO Field, Toronto Toeschouwers: n.n.b. Scheidsrechter: n.n.b. |
| 7 juni Vriendschappelijk № 324 «onderlinge duels» 15:30 uur (UTC−4) |        |   |          | BMO Field, Toronto Toeschouwers: n.n.b. Scheidsrechter: n.n.b. |

|                                                                      |               |   |          |                                                                |
| 10 juni Vriendschappelijk № 325 «onderlinge duels» 17:00 uur (UTC−4) | Nieuw-Zeeland | – | Oekraïne | BMO Field, Toronto Toeschouwers: n.n.b. Scheidsrechter: n.n.b. |
| 10 juni Vriendschappelijk № 325 «onderlinge duels» 17:00 uur (UTC−4) |               |   |          | BMO Field, Toronto Toeschouwers: n.n.b. Scheidsrechter: n.n.b. |

|                                                                                |          |   |           |                                                    |
| 5 september WK-kwalificatie Groep D № 326 «onderlinge duels» 20:45 uur (UTC+2) | Oekraïne | – | Frankrijk | n.n.b. Toeschouwers: n.n.b. Scheidsrechter: n.n.b. |
| 5 september WK-kwalificatie Groep D № 326 «onderlinge duels» 20:45 uur (UTC+2) |          |   |           | n.n.b. Toeschouwers: n.n.b. Scheidsrechter: n.n.b. |

|                                                                                |              |   |          |                                                    |
| 9 september WK-kwalificatie Groep D № 327 «onderlinge duels» 20:00 uur (UTC+4) | Azerbeidzjan | – | Oekraïne | n.n.b. Toeschouwers: n.n.b. Scheidsrechter: n.n.b. |
| 9 september WK-kwalificatie Groep D № 327 «onderlinge duels» 20:00 uur (UTC+4) |              |   |          | n.n.b. Toeschouwers: n.n.b. Scheidsrechter: n.n.b. |

|                                                                             |         |   |          |                                                    |
| 10 oktober WK-kwalificatie Groep D № 328 «onderlinge duels» 18:45 uur (UTC) | IJsland | – | Oekraïne | n.n.b. Toeschouwers: n.n.b. Scheidsrechter: n.n.b. |
| 10 oktober WK-kwalificatie Groep D № 328 «onderlinge duels» 18:45 uur (UTC) |         |   |          | n.n.b. Toeschouwers: n.n.b. Scheidsrechter: n.n.b. |

|                                                                               |          |   |              |                                                    |
| 13 oktober WK-kwalificatie Groep D № 329 «onderlinge duels» 20:45 uur (UTC+2) | Oekraïne | – | Azerbeidzjan | n.n.b. Toeschouwers: n.n.b. Scheidsrechter: n.n.b. |
| 13 oktober WK-kwalificatie Groep D № 329 «onderlinge duels» 20:45 uur (UTC+2) |          |   |              | n.n.b. Toeschouwers: n.n.b. Scheidsrechter: n.n.b. |

|                                                                                |           |   |          |                                                    |
| 13 november WK-kwalificatie Groep D № 330 «onderlinge duels» 20:45 uur (UTC+1) | Frankrijk | – | Oekraïne | n.n.b. Toeschouwers: n.n.b. Scheidsrechter: n.n.b. |
| 13 november WK-kwalificatie Groep D № 330 «onderlinge duels» 20:45 uur (UTC+1) |           |   |          | n.n.b. Toeschouwers: n.n.b. Scheidsrechter: n.n.b. |

|                                                                                |          |   |         |                                                    |
| 16 november WK-kwalificatie Groep D № 331 «onderlinge duels» 18:00 uur (UTC+1) | Oekraïne | – | IJsland | n.n.b. Toeschouwers: n.n.b. Scheidsrechter: n.n.b. |
| 16 november WK-kwalificatie Groep D № 331 «onderlinge duels» 18:00 uur (UTC+1) |          |   |         | n.n.b. Toeschouwers: n.n.b. Scheidsrechter: n.n.b. |

FFOe · A-internationals · Bondscoaches · Statistieken · Oekraïens vrouwenelftal · Olympisch elftal · Oekraïne U21 · Oekraïne U20 · Oekraïne U19 · Oekraïne U18 · Oekraïne U17 · Oekraïne U16
1992 – 1999 · 
2000 – 2009 · 
2010 – 2019 · 
2020 – 2029
EK's: 1992** · 
1996 · 
2000 · 
2004 · 
2008 · 
2012 · 
2016 · 
2020 · 
2024
WK's: 1994 · 
1998 · 
2002 · 
2006 · 
2010 · 
2014 · 
2018 ·
2022
1992 · 
1993 · 
1994 · 
1995 · 
1996 · 
1997 · 
1998 · 
1999 · 
2000 · 
2001 · 
2002 · 
2003 · 
2004 · 
2005 · 
2006 · 
2007 · 
2008 · 
2009 · 
2010 · 
2011 · 
2012 · 
2013 · 
2014 · 
2015 ·
2016 ·
2017 ·
2018 ·
2019 ·
2020 ·
2021
Albanië ·
Andorra ·
Armenië ·
Azerbeidzjan ·
Bahrein ·
België ·
Bosnië en Herzegovina ·
Brazilië ·
Bulgarije ·
Canada ·
Chili ·
Costa Rica ·
Cyprus ·
Denemarken ·
Duitsland ·
Engeland ·
Estland ·
Faeröer ·
Finland · 
Frankrijk ·
Georgië ·
Griekenland ·
Hongarije ·
Ierland ·
IJsland ·
Iran ·
Israël ·
Italië ·
Japan ·
Joegoslavië ·
Kameroen · 
Kazachstan ·
Kosovo ·
Kroatië ·
Letland ·
Libië ·
Litouwen ·
Luxemburg ·
Malta ·
Marokko ·
Mexico ·
Moldavië ·
Montenegro ·
Nederland ·
Niger ·
Nigeria ·
Noord-Ierland ·
Noord-Macedonië ·
Noorwegen ·
Oezbekistan ·
Oostenrijk ·
Polen ·
Portugal ·
Roemenië ·
Rusland ·
San Marino ·
Saoedi-Arabië ·
Schotland ·
Servië ·
Servië en Montenegro ·
Slovenië ·
Slowakije ·
Spanje ·
Tsjechië ·
Tunesië ·
Turkije ·
Uruguay ·
Verenigde Arabische Emiraten ·
Verenigde Staten ·
Wales ·
Wit-Rusland ·
Zuid-Korea ·
Zweden ·
Zwitserland
Duitsland (2016) ·
Engeland (2012) · 
Engeland (2021) ·
Frankrijk (2012) · 
Italië (2006) · 
Nederland (2021) · 
Noord-Ierland (2016) · 
Noord-Macedonië (2021) · 
Oostenrijk (2021) · 
Saoedi-Arabië (2006) ·
Spanje (2006) ·
Tunesië (2006) ·
Zweden (2012) · 
Zweden (2021) · 
Zwitserland (2006)
** = Onder de naam Gemenebest van Onafhankelijke Staten
CONMEBOL: Argentinië · Bolivia · Brazilië · Chili · Colombia · Ecuador · Paraguay · Peru · Uruguay · Venezuela

UEFA: Albanië · Andorra · Armenië · Azerbeidzjan · België · Bosnië en Herzegovina · Bulgarije · Cyprus · Denemarken · Duitsland · Engeland · Estland · Faeröer · Finland · Frankrijk · Georgië · Gibraltar · Griekenland · Hongarije · IJsland · Ierland · Israël · Italië · Kazachstan · Kosovo · Kroatië · Letland · Liechtenstein · Litouwen · Luxemburg · Malta · Moldavië · Montenegro · Nederland · Noord-Ierland · Noord-Macedonië · Noorwegen · Oekraïne · Oostenrijk · Polen · Portugal · Roemenië · Rusland · San Marino · Schotland · Servië · Slovenië · Slowakije · Spanje · Tsjechië · Turkije · Wales · Wit-Rusland · Zweden · Zwitserland

AFC: Australië · China · Irak · Iran · Japan · Libanon · Oezbekistan · Oman · Qatar · Saoedi-Arabië · Syrië · Verenigde Arabische Emiraten · Vietnam · Zuid-Korea

CAF: Algerije · Burkina Faso · Congo-Kinshasa · Egypte · Ghana · Ivoorkust · Kaapverdië · Kameroen · Mali · Marokko · Nigeria · Senegal · Tunesië · Zuid-Afrika

CONCACAF: Canada · Costa Rica · Curaçao · El Salvador · Honduras · Jamaica · Mexico · Panama · Suriname · Verenigde Staten

OFC: Nieuw-Zeeland